# Ганино (Киров)
 Ганино — поселок в Кировской области. Входит в состав муниципального образования «Город Киров»

## География
Расположен на расстоянии примерно 6 км по прямой на запад-северо-запад от железнодорожного вокзала Киров-Котласский.

## История
Известен с 1671 года как деревня Другая Щербининская с 1 двором, в 1764 году 73 жителя,  в 1802 году (Шербининская)  с 16 дворами. В 1873 году здесь (Щербининская  или Сонины) дворов 17 и жителей 157, в 1905 (Щербининская  или Ганинцы) 29 и 200, в 1926 (Ганино или Щербининская) 8 и 44, в 1950 60 и 275, в 1989 2738 жителей. Административно подчиняется Октябрьскому району города Киров.

## Инфраструктура
Имеются Ганинская фабрика музыкальных инструментов, областная клиническая психиатрическая больница им. Бехтерева.

## Население
Постоянное население составляло 1946 человек (русские 96%) в 2002 году, 2605 в 2010.